# Dr. Bruno Lange GmbH
Die Dr. Bruno Lange GmbH wurde 1933 von dem Physiker Bruno Lange in Berlin-Dahlem gegründet und konzentrierte ihre Tätigkeiten auf die wirtschaftliche Nutzung der Selen-Fotozelle. In den folgenden Jahren stieg das Unternehmen zu einem der führenden Hersteller von Messgeräten und Reagenzien in Europa auf und wurde 1998 an die US-amerikanische Danaher Corporation verkauft. Dort ging es 2004 in der bis heute tätigen Hach Lange GmbH auf.
Im Laufe der Firmengeschichte deckten die Produkte der Firma ein breites Spektrum industrieller und medizinischer Analytik ab und fanden in unterschiedlichen wissenschaftlichen Bereichen Verwendung. Die Geräte der Firma fanden im medizinischen Segment bundesweit Verbreitung. Speziell im Bereich der Abwasseranalyse prägten die Produkte der Dr. Bruno Lange GmbH die Entwicklung der Kläranlagen in ganz Europa seit den 1970er Jahren entscheidend mit.

## Geschichte

### Goldene Jahre: die Gründungsphase
1931 entdeckte der Physiker Dr. Bruno Lange während seiner Tätigkeit am Kaiser-Wilhelm-Institut für Silikatforschung in Berlin die Selen-Fotozelle. Diese transformierte Lichteinstrahlung in ausreichend elektrische Energie, um damit einen Motor anzutreiben, was eine akademische Sensation darstellte. Denn während das Prinzip der Fotozelle der Forschung bereits seit 1888 bekannt war, brachten die vorherigen Fotozellen zu wenig Leistung, um von praktischem Nutzen zu sein. Die mehr als 50-fache Leistungssteigerung verdankte Bruno Langes Konstruktion einem Halbleiter, der die lichtdurchlässige Vorderelektrode und die metallische Grundplatte miteinander verband. Dadurch flossen die Fotoelektronen unmittelbar in das Metall und es entstand elektrischer Strom.
Um die Arbeit auf diesem Gebiet weiter vorantreiben zu können, gründet Bruno Lange 1933 in Berlin-Dahlem ein eigenes Forschungslaboratorium, das kurz darauf als „Spezialfabrik für lichtelektrische Zellen und Apparate“ eingetragen wurde. In diesem Labor widmete sich der junge Physiker der praktischen Nutzung der von ihm konstruierten Zelle. Deren Einsatz sollte nicht auf den akademischen Bereich beschränkt bleiben, sondern im Alltag des Menschen diesem wertvolle Dienste leisten.
Bereits das erste in diesem Labor hergestellte Messgerät, das „Dr.-Lange-Universalkolorimeter“ setzte die Prämisse seines Konstrukteurs auf neuartige Weise um. Mit Hilfe des relativ einfach zu bedienenden Gerätes ließ sich anhand der Farbe einer Flüssigkeit die Konzentration der Inhaltsstoffe bestimmen. Diese Eigenschaften machten das Instrument zum festen Bestandteil der Einrichtung chemischer Laboratorien.
Der daraus resultierende wirtschaftliche Erfolg des Unternehmens ließ die Zahl der Beschäftigten von sechs auf 50 anwachsen. Das wiederum machte den Umzug in einen neuen Gebäudekomplex notwendig. Zu diesem Zweck erwarb Bruno Lange 1939 zwei von Mies van der Rohe entworfene Villen in Berlin-Zehlendorf, nachdem deren Besitzer, der Ingenieur Ernst Werner und seine Frau sowie der Historiker, marxistische Kulturwissenschaftler und Kunstsammler Eduard Fuchs vor den Nationalsozialisten fliehen mussten und ihr Besitz beschlagnahmt wurde. Die neuen Räumlichkeiten gaben dem Betrieb die Möglichkeit, weiter zu expandieren.
Im Zuge des Ende des Zweiten Weltkriegs 1945 wurden Räumlichkeiten und Gerätschaften der Dr. Bruno Lange GmbH komplett demontiert. Von diesem Rückschlag erholte sich das Unternehmen aber relativ schnell und Bruno Lange vermochte bald wieder einen fähigen Mitarbeiterstab um sich zu sammeln.
So wies der Katalog der Firma bereits Anfang der 1950er Jahre neben dem Kolorimeter eine große Anzahl weiterer Produkte auf. Das breit gefächerte Angebot von Spektral-, Flammen- und Durchflussfotometern, Rauchmeldern und Beleuchtungs-, Farb- und Glanzmessgeräten machte das Firmenoberhaupt und damit auch dessen Firma zu Institutionen der naturwissenschaftlichen Forschung. Nicht zuletzt deshalb erhielt Bruno Lange im Jahre 1951 die DECHEMA-Goldmedaille für „hervorragende Leistungen auf dem Gebiet des chemischen Apparatewesens“.

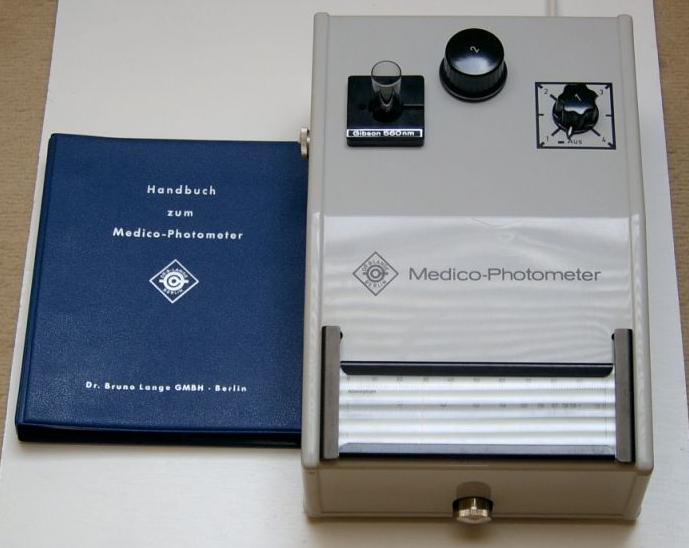
Medico-Photometer

### Ein anderer Schwerpunkt: die medizinische Analytik
Bei dem Versuch, in den wirtschaftlich schwierigen Nachkriegsjahren neue Märkte zu erschließen, wandte sich die Dr. Bruno Lange GmbH in den folgenden Jahren der Medizin zu. Infolge dieser Bemühungen wurde 1954 der „Medico-Kolorimeter“ entwickelt, ein besonders einfach zu bedienendes Analysegerät für Arztpraxen.
Diese Entwicklung trieb der Sohn des Firmengründers, Reinhard Lange, der seit 1957 im Betrieb seines Vaters arbeitete, weiter voran. Entsprechend wurde 1958 unter seiner Führung eine neue Sparte des Unternehmens gegründet, die sich mit der Entwicklung von gebrauchsfertigen Packungen von Reagenzien für einfache fotometrische Analysen befasste.
Mit dem Tode von Bruno Lange am 6. März 1969 übernahm Reinhard Lange die Führung des Unternehmens. Unter seiner Leitung machte sich die Dr. Bruno Lange GmbH besonders um die Konfektionierung von Messlösungen verdient. Während vorher für diese Tests umfangreiche Labore nötig gewesen waren, ermöglichten die neuen Geräte der Dr. Bruno Lange GmbH deutlich einfachere Arbeitsvorgänge bei der medizinischen Analyse. Die in einer Messküvette zusammengestellten Reagenzien reagierten mit den Inhaltsstoffen in einer Probe, und das Fotometer vor Ort wertete die Analyse automatisch aus. Diese Entwicklungen versetzten beispielsweise auch Ärzte in kleineren Niederlassungen in die Lage, kurzfristig umfangreiche Untersuchungen im Blut und Harn ihrer Patienten vorzunehmen. Die von der Dr. Bruno Lange GmbH entwickelten Geräte verkauften sich entsprechend gut und waren bald darauf in einem Großteil deutscher Praxen vertreten.
Unter Reinhard Lange beschränkten sich die Aufgaben des Unternehmens aber nicht auf Verkauf und Entwicklung der Instrumente. Vielmehr rückten die möglichst einfache Nutzung der Geräte und die angemessene Schulung des Praxispersonals bundesweit in den Vordergrund. Von besonderer Bedeutung für dieses Bemühen um eine möglichst unkomplizierte Bedienung war die weitere Verfeinerung des Küvettentests.
1971 wurde ein erstes Tochterunternehmen in der Schweiz gegründet. Die Gewinne ermöglichten Reinhard Lange die Aufgabe des alten Firmensitzes in Berlin-Dahlem und führten zum Bau eines eigenen Gebäudekomplexes im benachbarten Stadtteil Zehlendorf. In diesem befindet sich heute die Firmenzentrale der Hach Lange GmbH.
In den 1980er Jahren leiteten neue gesundheitspolitische Entwicklungen und Strukturen eine Veränderung der Marktsituation ein, die den Umsatz der Dr. Bruno Lange GmbH an medizinischen Gerätschaften einbrechen ließ. Das Aufkommen großer, zentralisierter Labore in der Medizin untergrub die Kernkompetenz des Unternehmens, einfach zu bedienende, handliche Geräte zu bauen und zwang zum Umdenken. Zwar versuchte die Firma mittels aufwändig angelegter Projekte an der Entwicklung großer, automatisierter Instrumente mitzuwirken, dieses Vorhaben scheiterte aber.

### Ein neues Standbein: die industrielle Analytik
Zeitgleich mit der abnehmenden Bedeutung der medizinischen Analytik im Firmenprofil wies ein anderer Zweig der Dr. Bruno Lange GmbH große Erfolge auf. Bereits 1966 war unter der Führung von Herbert Sudars in Düsseldorf eine neue Sparte der Dr. Bruno Lange GmbH ins Leben gerufen worden, die Abteilung „Umweltanalytik und Industriemesstechnik“. Herbert Sudars war von 1963 bis 1966 in Berlin mit der Entwicklung von Sondergeräten betraut gewesen und hatte während dieser Tätigkeit das große Wachstumspotential industrieller Messtechnik erkannt. Da auch Reinhard Lange diese Überlegungen unterstützte, wurden mit Hilfe von Fördergeldern des Bundes entsprechende Forschungen initiiert und organisatorisch vom Medizinbereich getrennt.
Besonders die in den 1970er Jahren zunehmende Bedeutung des Abwasserwesens ließ in seiner ganzen Problematik einen großen Markt entstehen, dessen Dimension von der Dr. Bruno Lange GmbH früh erkannt wurde. Der industrielle Aufschwung der Nachkriegsjahre hatte zu einer stark zunehmenden Umweltbelastung geführt, die nun auch zu einem beherrschenden Thema in der Öffentlichkeit wurde. Die öffentliche Reaktion auf ökologische Katastrophen, wie z. B. das Robbensterben 1988 in der Nordsee, erzwangen neue Maßnahmen zur Schadstoffreduzierung. Ausgehend von zeitgenössischen Untersuchungen und begünstigt von aktuellen Forschungen entstand ein Bedarf an biologischen Kläranlagen, die ihren nur mechanisch klärenden Vorgängern deutlich überlegen waren. Dieser Prozess schuf neue Absatzmöglichkeiten für analytische Mess-Systeme, die die Zusammensetzung von Flüssigkeiten präzise und empirisch einwandfrei darstellen konnten. Genau diesem Anforderungsprofil wandte sich die Düsseldorfer Abteilung der Dr. Bruno Lange GmbH zu und fuhr damit innerhalb kürzester Zeit große Gewinne ein.
Die Tatsache, dass der Berliner Stammsitz des Unternehmens gerade während des Aufschwungs seiner Düsseldorfer Dependance mit oben bereits erwähnten Problemen zu kämpfen hatte, führte in den 1990er Jahren zu einer zunehmenden Hinwendung zum Schwerpunkt Umwelttechnik der Firma insgesamt. So konnten über die Erträge der westdeutschen Sparte die abnehmenden Erträge im Medizinbereich aufgefangen werden. Die durch den zurückgehenden Markt für kleinere medizinische Analysegeräte freigewordenen Kapazitäten des Werkes in Berlin wurden deshalb bald für die Fertigung anderer, für die industrielle Arbeit entwickelter Produkte genutzt. Dabei profitierten die neuen Entwicklungen nachhaltig von den umfangreichen firmeneigenen Erfahrungen, auch wenn deren Anwendungsgebiet ursprünglich ein anderes gewesen war.
Ab 1995 war der Markt für medizinische Analytik so weit zurückgegangen, dass das Unternehmen die entsprechenden Produktreihen zwar noch unterstützte, aber keine neuen Entwicklungen mehr anstrebte. Den Schwerpunkt der Dr. Bruno Lange GmbH insgesamt bildete nun der Markt für industrielle Analytik, dessen Wachstumsmöglichkeiten noch immer nicht erschöpft waren. Aufgrund europaweiter gesetzlicher Anforderungen nahm der Bedarf nach effizienter und dabei einfach zu handhabender Umweltanalytik stetig zu. Entsprechend wurden dort in den 1990er Jahren zahlreiche Tochterfirmen gegründet. Daneben boten sich aber auch die USA als zukünftiger Markt an.
Im Jahr 2009 erhielt das Unternehmen eine Auszeichnung durch den deutschen Nachhaltigkeitspreis in der Kategorie „Deutschlands nachhaltigste Produkte und Dienstleistungen 2009“ in Würdigung der Nachhaltigkeit der Küvetten-Tests zur Wasseranalytik über deren Lebenszyklus.

### Die Übernahme durch Danaher
Zu einer Expansion in diese Richtung kam es aber nicht mehr, da der geschäftsführende Gesellschafter Reinhard Lange das Unternehmen 1998 an die international tätige Danaher Corporation verkaufte. Innerhalb dieser Gesellschaft bestand das Unternehmen weiter, bis es 2004 mit dem inzwischen ebenfalls zu Danaher gehörenden, ehemaligen Wettbewerber Hach Inc. zusammengelegt wurde. Bis 2015 trat das Unternehmen mit dem Schwerpunkt Wasseranalytik unter dem Namen „Hach Lange GmbH“ auf. Im Jahr 2015 verschmolzen die Hach Inc. und die Hach Lange GmbH ihre Marken und treten international als die Marke "Hach" auf.
1. ↑  HACH LANGE GmbH. Archiviert vom Original (nicht mehr online verfügbar) am 6. Juni 2019; abgerufen am 6. Juni 2019.  Info: Der Archivlink wurde automatisch eingesetzt und noch nicht geprüft. Bitte prüfe Original- und Archivlink gemäß Anleitung und entferne dann diesen Hinweis.
2. ↑  Wir über uns | Hach. Abgerufen am 6. Juni 2019.

## Produkte

### 1933 bis ca. 1965
Mit der Entwicklung neuer Fotoelemente und empfindlicher Messsysteme entstand ein breites Programm vielfältiger fotometrischer Messgeräte zur Laboranalytik. Die Arbeit mit und an diesen Kolorimetern prägte die Gründungs- und Nachkriegsjahre des Unternehmens.

### 1960 bis 1995
Das Unternehmen wendet sich dem Medizinsektor zu. Entsprechend entfallen Forschung und Verkauf großteils auf Fotometer und Reagenzien für Blutanalysen in Arztpraxen und Krankenhäusern.

### Seit 1973
Ausgehend von der Düsseldorfer Niederlassung arbeitete die Dr. Bruno Lange GmbH zunehmend im Bereich der industriellen und kommunalen Wasser- und Abwassermessung. Fotometer und Reagenzien für das Labor und die Prozesskontrolle werden zum zentralen Geschäftsinhalt.
Seit der Firmenübernahme durch die Danaher Corporation wurde die Produktpalette wesentlich erweitert, da Firmenübernahmen und Zusammenschlüsse im Sektor der Wasserüberwachung neue Entwicklungen ermöglichten.